# Syllegomydas dallonii
Syllegomydas dallonii is een vliegensoort uit de familie Mydidae. De wetenschappelijke naam van de soort is voor het eerst geldig gepubliceerd in 1936 door Séguy.
De soort komt voor in Tsjaad en Tunesië.